# Albert Mueller (Maler)
Albert Mueller (* 16. März 1884 in Schwandorf, Kreis Stockach; † 1963 in Bremen) war ein deutscher Grafiker und Maler und wichtiger Vertreter der Stuttgarter Avantgarde im ersten Drittel des 20. Jahrhunderts.

## Leben und Werk
Albert Müller studierte zunächst vier Semester Germanistik in München. Dann wechselte er an die Kunstakademie München und studierte von 1908 bis 1913 bei Hermann Groeber, Peter Halm und Adolf Hengeler. 1913 wechselte er an die Kunstakademie Stuttgart zu Christian Landenberger. Ab 1914 war Mueller Meisterschüler von Adolf Hölzel an der Stuttgarter Akademie. 1927 unternahm Mueller eine Studienreise nach Paris.
Albert Mueller war 1919 Mitbegründer der sogenannten Stuttgarter Üecht-Gruppe und der „Gruppe 1929 Stuttgart.“ Von 1928 bis 1942 war Mueller Lehrer in der grafischen Abteilung der Kunstgewerbeschule Stuttgart. Von 1943 bis 1948 hielt sich Mueller kriegsbedingt in Schwandorf, Meßkirch und Leonberg auf. 1949 kehrte er nach Stuttgart zurück.
Seine Gemälde wie seine Aquarelle zeichnen sich durch eine weit vorangetriebene formale Reduktion sowie durch eine intensive, explosive Farbkraft aus. Ab etwa 1920 wurden seine Werke deutlich zum Träger von bestimmten inneren Empfindungen, geistigen Werten oder einem inneren Weltbild. Der Künstler entwarf eine fiktive, symbolhafte Welt, die transzendente Raumsphären öffnet. Seine leuchtend farbigen Motive griffen zunächst Stilelemente des Kubismus auf, ehe sie dann später auf Elemente der Neuen Sachlichkeit übergingen.